# STS-47
STS-47 (ang. Space Transportation System) – druga misja wahadłowca kosmicznego Endeavour i pięćdziesiąta misja programu lotów wahadłowców. Pierwsza Afroamerykanka (Jemison) i pierwsza para małżeńska na pokładzie statku kosmicznego (Lee i Davis).

## Załoga
źródło
- Robert „Hoot” Gibson (4)*, dowódca (CDR)
- Curtis L. Brown, Jr. (1), pilot (PLT)
- Mark C. Lee (2), dowódca ładunku (MS1)
- Nancy Jan Davis (1), specjalista misji (MS3)
- Jerome „Jay” Apt (2), specjalista misji (MS2)
- Mae C. Jemison (1), specjalista misji (MS4)
- Mamoru Mōri (1), specjalista ładunku (PS) – Japonia (JAXA, wówczas NASDA)

*(liczba w nawiasie oznacza liczbę lotów odbytych przez każdego z astronautów)

### Załoga rezerwowa
- Chiaki Naito-Mukai (poleciała w misji STS-65 i STS-95), rezerwowy specjalista ładunku – Japonia (JAXA, wówczas NASDA)
- Takao Doi (poleciał w misji STS-87), rezerwowy specjalista ładunku – Japonia (JAXA, wówczas NASDA)
- Stanley Koszelak, rezerwowy specjalista ładunku

## Parametry misji
źródło
- Masa:
  - startowa orbitera: 110 863 kg
  - lądującego orbitera: 99 483 kg
  - ładunku: 12 772 kg
- Perygeum: 297 km
- Apogeum: 310 km
- Inklinacja: 57,0°
- Okres orbitalny: 90,5 min

## Cel misji
Misja badawcza wahadłowca, prowadzenie eksperymentów na pokładzie laboratorium Spacelab-J („J” jak Japonia).